# Hideyuki Takei
Hideyuki Takei (竹井 秀行, Takei Hideyuki, né le 19 novembre 1970) est un athlète japonais, spécialiste du saut à la perche.

## Biographie
Il remporte la médaille d'or du saut à la perche lors des championnats d'Asie 1991 et 1995. Il se classe quatrième de la Coupe du monde des nations 1992.

### Palmarès
| Date | Compétition                | Lieu         | Résultat | Épreuve          | Performance |
| ---- | -------------------------- | ------------ | -------- | ---------------- | ----------- |
| 1991 | Championnats d'Asie        | Kuala Lumpur | 1er      | Saut à la perche | 5,25 m      |
| 1992 | Coupe du monde des nations | La Havane    | 4e       | Saut à la perche | 5,25 m      |
| 1995 | Championnats d'Asie        | Djakarta     | 1er      | Saut à la perche | 5,30 m      |

### Records
| Épreuve          | Performance | Lieu     | Date            |
| ---------------- | ----------- | -------- | --------------- |
| Saut à la perche | 5,57 m      | Shizuoka | 16 juillet 1994 |